# Miota ciliaris
Miota ciliaris är en stekelart som beskrevs av Wall 1998. Miota ciliaris ingår i släktet Miota, och familjen hyllhornsteklar. Arten är reproducerande i Sverige.